# Сольские
Сольские — дворянский и графский род.

Именным Высочайшим указом (1 января 1902) статс-секретарь Его Императорского Величества, председатель департамента государственной экономии Государственного совета, действительный тайный советник  Дмитрий Сольский, в воздаяние его полувековой примерно ревностной и полезной службы Престолу и Отечеству и в ознаменование особого благоволения Его Величества, возведён в графское Российской империи достоинство— Граф Сольский / Список титулованным родам и лицам Российской империи с 1894 до 1908 года / Сост. б. пом. обер-секретаря Деп. герольдии Правительствующего сената Александром Бухе. — М. : Ист.-родослов. о-во в Москве, 1908. — С. 12—13.

## Описание герба

#### Дворянский герб
В лазоревом щите золотое солнце с человеческим лицом. В золотой главе щита чёрная змея с червлёными глазами и языком, обращённая головой вправо.
Над щитом дворянский шлем с короной. Нашлемник: чёрная змея, обращённая вправо, с червлёными глазами и языком. Намёт: справа — лазоревый с золотом, слева — чёрный с золотом.
Герб Сольских внесён в Часть XIII Общего гербовника дворянских родов Всероссийской империи, стр. 112.

#### Графский герб
Щит поделён на четыре части. В середине малый щиток. В первой и четвёртой золотых частях чёрный Государственный орёл. На его груди в красном поле коронованный вензель Николая II. Во второй и третьей голубых частях серебряная стрела остриём вверх, под ней золотой полумесяц рогами вверх, на его концах по серебряной пятиконечной звезде. В голубом малом щитке золотое солнце. В золотой главе малого щитка чёрная извивающаяся, с красными глазами и жалом змея. Над щитом графская корона, над ней дворянский коронованный шлем. Нашлемник — пять страусовых перьев: среднее и крайние — чёрные, второе и четвёртое — золотые. Намёт: чёрный с золотом. Щитодержатели: два золотых льва с красными глазами, языками и когтями. Девиз: "LABOREMUS" чёрными буквами на золотой ленте.
Герб графа Дмитрия Сольского внесён в Часть XVIII Общего гербовника дворянских родов Всероссийской империи, стр. 1.

## Представители рода
- Сольский, Мартын Дмитриевич (1798—1881) — утверждён в правах дворянства по чину действительного статского советника (1857), доктор медицины, тайный советник; жена — Анна Семёновна (1808—1889).
- Сольский, Семён Мартынович (1831—1879) — энтомолог и писатель.
- Сольский, Дмитрий Мартынович (1833—1910) — государственный деятель, граф.
- Сольский, Николай Мартынович (1835—1912) — директор Сельскохозяйственного музея
- Сольский, Александр Мартынович (1840—?)